# Məmməd Məmmədov
Məmməd Cəbrayıl oğlu Məmmədov (ur. 1920 we wsi Baydarlı w Azerbejdżanie, zm. 24 stycznia 1945 w Ratowicach) – radziecki żołnierz i sanitariusz narodowości azerskiej, Bohater Związku Radzieckiego (1945).

## Życiorys
Urodził się w rodzinie chłopskiej. Skończył 7-letnią szkołę i w 1939 szkołę pedagogiczną w mieście Nucha (obecnie Şəki), pracował jako nauczyciel w szkole średniej. Od 10 października 1940 służył w Armii Czerwonej, po ataku Niemiec na ZSRR został skierowany na front, był instruktorem sanitarnym 1235 pułku 373 Dywizji Strzeleckiej w składzie 52 Armii 1 Frontu Ukraińskiego w stopniu starszego sierżanta. Podczas forsowania Odry w rejonie Ratowic k. Wrocławia 24 stycznia 1945 wyniósł z pola walki 16 rannych żołnierzy i dowódców. Podczas kontrataku wroga został wraz z rannymi okrążony w domu i zginął w momencie udzielania pomocy rannym. 10 kwietnia 1945 został pośmiertnie uhonorowany tytułem Bohatera Związku Radzieckiego i Orderem Lenina. Jego imieniem nazwano ulicę i kołchoz.